# Mastodonsauroidea
A Mastodonsauroidea a fosszilis Temnospondylii rendjének az egyik öregcsaládja.

## Tudnivalók
A Mastodonsauroidea öregcsalád fajai Észak-Amerika, Grönland, Európa, Ázsia és Ausztrália területein éltek, körülbelül 251-161,2 millió évvel ezelőtt, a kora triász és a kora jura korok között.

## Rendszerezés
Az öregcsaládba az alábbi 4 család és 1 különálló nem tartozik:
- Heylerosauridae
- Mastodonsauridae
- Sclerothoracidae
- Stenotosauridae

A Ferganobatrachus nem, ebbe az öregcsaládba tartozik, viszont a fenti családok közül egyiknek sem a tagja.

## Fordítás
Ez a szócikk részben vagy egészben  a   Mastodonsauroidea című angol Wikipédia-szócikk ezen változatának fordításán alapul.  Az eredeti cikk szerkesztőit annak laptörténete sorolja fel. Ez a jelzés csupán a megfogalmazás eredetét és a szerzői jogokat jelzi, nem szolgál a cikkben szereplő információk forrásmegjelöléseként.